# Ambasciata d'Italia al Cairo
L'ambasciata d'Italia al Cairo è la missione diplomatica della Repubblica Italiana presso la Repubblica Araba d'Egitto.
La sede si trova nella capitale, Il Cairo, nel quartiere storico di Garden City, in prossimità della riva est del Nilo.

## Altre sedi diplomatiche d'Italia in Egitto
Esiste inoltre una rete consolare della repubblica italiana nel territorio egiziano, dipendente dalla Cancelleria consolare dell'ambasciata:
| Tipologia               | Sede                 | Zona di competenza |
| ----------------------- | -------------------- | --- |
| Consolato onorario      | Alessandria d'Egitto | Governatorati di Alessandria, Kafr el-Sheikh, Gharbiyya, Damietta, Daqahliyya, Sharqiyya, Porto Said, Ismailia, Sinai del Nord, Buhayra e Matruh. |
| Consolato onorario      | Sharm el-Sheikh      | Governatorato del Sinai del Sud |
| Vice consolato onorario | Luxor                | Governatorati di Luxor, Assuan, Wadi al-Jadid e Qena.                                                                                             |
| Vice consolato onorario | Hurghada             | Governatorato del Mar Rosso |